# Aubrey Kate
Aubrey Kate (Las Vegas, Nevada; 7 de noviembre de 1992) es una actriz pornográfica transexual estadounidense.

## Biografía
Aubrey Kate nació en Las Vegas, estado de Nevada, en noviembre de 1992. A los 17 años empezó su proceso de hormonamiento. Cuando entró en la Universidad empezó a trabajar como bailarina trans en diversos clubes. Durante una de sus sesiones, fue contactada por un productor de la compañía Kink.com, quien la animó a entrar en la industria.
En julio de 2013, con 20 años de edad, empezó su camino en la industria del porno transexual. Su primera escena fue para el portal web Shemalestrokers.
Desde su entrada en la industria, ha actuado para productoras del sector como Evil Angel, Pure Taboo, Gender X, Burning Angel, Kink.com, Third World Media, Transsensual, Trans Angels, Devil's Film, Trans500, Grooby Productions o Pure Play Media.
Ha conseguido tres nominaciones consecutivas (2014, 2015 y 2016) en los Premios XBIZ a Artista transexual del año. En la edición de 2015 de los Transgender Erotica Awards se alzó con el Premio del público. 
En 2016 fue nominada por primera vez a los Premios AVN, consiguiendo tres nominaciones a su nombre: Artista transexual del año, Mejor escena de sexo transexual por Trans X-Perience 3 y el Premio fan a la Mejor actriz transexual.
En 2017 se alzó con los premios AVN y XBIZ a la Artista transexual del año.
Algunos de sus trabajos destacados de su filmografía son Aubrey Kate TS Superstar, Aubrey Kate's TS Fantasies, Hot For Transsexuals 2, TS Beauties, Next She-Male Idol 7, Transsexual Cheerleaders 14, Transsexual Prostitutes 75, TS Massage o TS Beauties 2.
Ha grabado más de 410 películas como actriz.

## Premios y nominaciones
| Año  | Ceremonia                  | Resultado | Premio                                               | Trabajo                                  |
| ---- | -------------------------- | --------- | ---------------------------------------------------- | ---------------------------------------- |
| 2013 | Tranny Awards              | Nominada  | Best Solo Model                                      | —                                        |
| 2013 | Tranny Awards              | Nominada  | Best New Face                                        | —                                        |
| 2013 | Tranny Awards              | Nominada  | Best Hardcore Perfomer                               | —                                        |
| 2014 | Premios XBIZ               | Nominada  | Artista transexual del año                           | —                                        |
| 2015 | Transgender Erotica Awards | Ganadora  | Premio del público                                   | —                                        |
| 2015 | Transgender Erotica Awards | Nominada  | Best Hardcore Perfomer                               | —                                        |
| 2015 | Nightmoves                 | Nominada  | Mejor artista transexual                             | —                                        |
| 2015 | Nightmoves Fan Awards      | Nominada  | Mejor artista transexual                             | —                                        |
| 2015 | Premios XBIZ               | Nominada  | Artista transexual del año                           | —                                        |
| 2016 | Premios AVN                | Nominada  | Artista transexual del año                           | —                                        |
| 2016 | Premios AVN                | Nominada  | Mejor escena de sexo transexual                      | Trans X-Perience 3                       |
| 2016 | Premios AVN                | Nominada  | Premio de los fanes: Mejor artista transexual        | —                                        |
| 2016 | Nightmoves                 | Nominada  | Mejor artista transexual                             | —                                        |
| 2016 | Nightmoves Fan Awards      | Nominada  | Mejor artista transexual                             | —                                        |
| 2016 | Premios XBIZ               | Nominada  | Artista transexual del año                           | —                                        |
| 2017 | Premios AVN                | Ganadora  | Artista transexual del año                           | —                                        |
| 2017 | Premios AVN                | Nominada  | Mejor escena de sexo transexual                      | Transsexual Girlfriend Experience        |
| 2017 | Premios AVN                | Ganadora  | Premio fan: Mejor artista transexual                 | —                                        |
| 2017 | Premios AVN                | Ganadora  | Premio fan: Artista webcam transexual                | —                                        |
| 2017 | Transgender Erotica Awards | Nominada  | Mejor actuación hardcore                             | —                                        |
| 2017 | Transgender Erotica Awards | Nominada  | Mejor escena                                         | TS Seduction                             |
| 2017 | Transgender Erotica Awards | Nominada  | Mejor escena                                         | Pure TS                                  |
| 2017 | Premios XBIZ               | Ganadora  | Artista transexual del año                           | —                                        |
| 2018 | Premios AVN                | Ganadora  | Artista transexual del año                           | —                                        |
| 2018 | Premios AVN                | Ganadora  | Mejor escena de sexo transexual                      | Adriana Chechik Is the Squirt Queen      |
| 2018 | Premios AVN                | Nominada  | Mejor escena de sexo transexual                      | Buck Angel Superstar                     |
| 2018 | Premios AVN                | Nominada  | Mejor escena de sexo transexual                      | Jessica Drake Is Wicked                  |
| 2018 | Premios AVN                | Nominada  | Premio fan: Mejor artista transexual                 | —                                        |
| 2018 | Premios AVN                | Ganadora  | Premio fan: Artista webcam transexual                | —                                        |
| 2018 | Transgender Erotica Awards | Ganadora  | Mejor modelo hardcore                                | —                                        |
| 2018 | Transgender Erotica Awards | Nominada  | Mejor escena                                         | Adriana Chechik Is the Squirt Queen      |
| 2018 | Transgender Erotica Awards | Nominada  | Mejor escena                                         | Buck Angel Superstar                     |
| 2018 | Transgender Erotica Awards | Nominada  | Mejor escena                                         | Jessica Drake is Wicked                  |
| 2018 | Transgender Erotica Awards | Nominada  | Mejor escena de realidad virtual                     | My Stepmom Is TS                         |
| 2018 | Transgender Erotica Awards | Nominada  | Mejor escena de realidad virtual                     | Aubrey Kate: The Bitch                   |
| 2018 | Premios XBIZ               | Nominada  | Artista transexual del año                           | —                                        |
| 2018 | Premios XBIZ               | Nominada  | Estrella Crossover del año                           | —                                        |
| 2018 | Premios XBIZ               | Nominada  | Mejor escena de sexo en realidad virtual             | Being Aubrey                             |
| 2018 | Premios XCritic            | Nominada  | Artista transexual del año                           | —                                        |
| 2019 | Premios AVN                | Nominada  | Artista transexual del año                           | —                                        |
| 2019 | Premios AVN                | Ganadora  | Mejor escena de sexo transexual                      | Aubrey Kate: TS Superstar                |
| 2019 | Premios AVN                | Nominada  | Premio fan: Mejor artista transexual                 | —                                        |
| 2019 | Premios AVN                | Ganadora  | Premio fan: Camtrans favorita                        | —                                        |
| 2019 | Premios XBIZ               | Nominada  | Artista transexual del año                           | —                                        |
| 2019 | Premios XRCO               | Ganadora  | Artista transexual del año                           | —                                        |
| 2019 | Transgender Erotica Awards | Nominada  | Best Hardcore Model                                  | —                                        |
| 2019 | Transgender Erotica Awards | Nominada  | Mejor escena chico-chica                             | Aubrey Kate Plus 8                       |
| 2019 | Transgender Erotica Awards | Nominada  | Mejor escena chica-chica                             | Aubrey Kate Plus 8                       |
| 2020 | Premios AVN                | Nominada  | Artista transexual del año                           | —                                        |
| 2020 | Premios AVN                | Ganadora  | Mejor escena de sexo con transexual                  | Captain Marvel XXX: An Axel Braun Parody |
| 2020 | Premios AVN                | Nominada  | Mejor escena de sexo transexual en grupo             | Hot for Transsexuals 9                   |
| 2020 | Premios AVN                | Nominada  | Mejor escena de sexo transexual en grupo             | Sex Cult                                 |
| 2020 | Premios XBIZ               | Nominada  | Artista transexual del año                           | —                                        |
| 2021 | Premios AVN                | Ganadora  | Artista transexual del año                           | —                                        |
| 2021 | Premios AVN                | Ganadora  | Mejor escena de sexo con transexual                  | The TS Life 2                            |
| 2021 | Premios AVN                | Nominada  | Mejor escena de sexo transexual en grupo             | A Burlesque Story                        |
| 2021 | Premios AVN                | Nominada  | Mejor escena de sexo transexual en grupo             | Meet My Old Roomate                      |
| 2021 | Premios XBIZ               | Nominada  | Artista transexual del año                           | —                                        |
| 2021 | Premios XBIZ               | Nominada  | Mejor escena de sexo transexual                      | TS Taboo 4: Cheating Wives               |
| 2021 | Premios XBIZ               | Nominada  | Mejor escena de sexo transexual                      | Take a Ride on the Trans Train           |
| 2022 | Premios AVN                | Nominada  | Artista transexual del año                           | —                                        |
| 2022 | Premios AVN                | Nominada  | Mejor actuación dramática en película transexual     | The Widow                                |
| 2022 | Premios AVN                | Nominada  | Mejor escena de blowbang                             | I Am Aubrey                              |
| 2022 | Premios AVN                | Ganadora  | Mejor escena de sexo con transexual                  | Succubus                                 |
| 2022 | Premios AVN                | Nominada  | Mejor escena de sexo transexual en grupo             | I Am Aubrey                              |
| 2022 | Premios AVN                | Ganadora  | Mejor escena de sexo transexual en grupo             | Succubus                                 |
| 2022 | Premios XBIZ               | Nominada  | Artista transexual del año                           | —                                        |
| 2022 | Premios XBIZ               | Nominada  | Mejor escena de sexo en película performance         | I Am Aubrey                              |
| 2022 | Premios XBIZ               | Nominada  | Mejor escena de sexo en película de temática erótica | I Am Aubrey                              |
| 2022 | Premios XBIZ               | Nominada  | Mejor escena de sexo transexual                      | I Am Aubrey                              |
| 2022 | Premios XBIZ               | Nominada  | Mejor escena de sexo transexual                      | Prismatic                                |
| 2023 | Premios AVN                | Nominada  | Mejor escena de sexo con transexual                  | PansexualX Porn Crush 3                  |
| 2023 | Premios XBIZ               | Nominada  | Artista transexual del año                           | —                                        |
| 2023 | Premios XBIZ               | Nominada  | Mejor escena de sexo transexual                      | Date Night With the Queen                |
| 2023 | Premios XBIZ               | Nominada  | Mejor escena de sexo transexual                      | PansexualX Porn Crush 3                  |